# San Pedro Ocotepec
San Pedro Ocotepec là một đô thị thuộc bang Oaxaca, México. Năm 2005, dân số của đô thị này là 2171 người.